# Luigi Negri
Luigi Negri (Milano, 26 novembre 1941 – Cesano Boscone, 31 dicembre 2021) è stato un arcivescovo cattolico e teologo italiano.

## Biografia
Nasce a Milano, città metropolitana e sede arcivescovile, il 26 novembre 1941.

### Formazione e ministero sacerdotale
Frequenta il liceo ginnasio Giovanni Berchet di Milano, dove ha tra i suoi docenti don Luigi Giussani; conosce allora il movimento ecclesiale Gioventù Studentesca, cui rimane legato per il resto della sua attività pastorale. Dal 1965 al 1967 è il primo presidente diocesano del movimento.
Laureatosi in filosofia presso l'Università Cattolica del Sacro Cuore di Milano nel 1965, entra in seminario due anni più tardi.
Il 28 giugno 1972 è ordinato presbitero, nella cattedrale di Milano, dal cardinale Giovanni Colombo. Nello stesso anno consegue la licenza in teologia.
Nei primi anni settanta è tra i protagonisti della rinascita del movimento di don Giussani, che assume l'attuale nome di Comunione e Liberazione. Guida la presenza del movimento nell'ambiente scolastico: è sua gran parte dell'organizzazione dei primi due grandi convegni nazionali di CL nel 1975 e nel 1976; rimane a lungo membro del Consiglio internazionale di Comunione e Liberazione.
In seguito diventa professore di Introduzione alla Teologia e Storia della filosofia presso l'Università Cattolica del Sacro Cuore. Filosofo, teologo, saggista, si dedica allo studio e alla diffusione del magistero pontificio, in particolare di papa Giovanni Paolo II. Sono numerosi i suoi articoli e le sue opere in materia, tra le quali "Cristo redentore dell'uomo" e "L'uomo e la cultura nel magistero di Giovanni Paolo II".

### Ministero episcopale

#### Vescovo di San Marino-Montefeltro
Il 17 marzo 2005 papa Giovanni Paolo II lo nomina vescovo di San Marino-Montefeltro; succede a Paolo Rabitti, precedentemente nominato arcivescovo di Ferrara-Comacchio. Il 7 maggio successivo riceve l'ordinazione episcopale, nella cattedrale di Milano, dal cardinale Dionigi Tettamanzi, coconsacranti gli arcivescovi Carlo Caffarra e Paolo Romeo (poi entrambi cardinali). Il 22 maggio prende possesso canonico della diocesi, nella cattedrale di Pennabilli.
Il 18 luglio 2005, su sua iniziativa, sorge a San Marino la "Fondazione internazionale «Giovanni Paolo II» per il Magistero Sociale della Chiesa", con lo scopo di favorire lo studio sistematico dell'opera e del pensiero di Karol Wojtyła.
Il 19 giugno 2011 accoglie papa Benedetto XVI in visita pastorale nella diocesi di San Marino-Montefeltro.
Il 18 settembre 2012 è nominato padre sinodale della XIII assemblea generale ordinaria del Sinodo dei vescovi.

#### Arcivescovo di Ferrara-Comacchio
Il 1º dicembre 2012 papa Benedetto XVI lo nomina arcivescovo di Ferrara-Comacchio; succede a Paolo Rabitti, dimessosi per raggiunti limiti di età. Il 3 marzo 2013 prende possesso canonico dell'arcidiocesi, nella cattedrale di San Giorgio.
Il 23 maggio 2015 invita ad una veglia per i morti per l'occupazione dell'ISIS l'arcivescovo Amel Shamon Nona, eparca di San Tommaso Apostolo di Sydney dei Caldei, precedentemente arcieparca di Mosul dei Caldei e costretto all'esilio; il successivo 15 agosto è l'unico ordinario italiano ad aver dato l'ordine di far suonare le campane alle 12:00, a morto, per ricordare i martiri di Mosul da parte dell'ISIS.
Il 15 febbraio 2017 papa Francesco accoglie la sua rinuncia al governo pastorale dell'arcidiocesi di Ferrara-Comacchio per raggiunti limiti di età; gli succede Gian Carlo Perego, del clero di Cremona, fino ad allora direttore della fondazione "Migrantes". Da quel momento conserva il titolo di arcivescovo emerito di Ferrara-Comacchio ma rimane amministratore apostolico dell'arcidiocesi fino all'ingresso del successore, avvenuto il 3 giugno seguente.
È membro della commissione episcopale per la dottrina della fede, l'annuncio e la catechesi e membro del Pontificio consiglio della pastorale per i migranti e gli itineranti. È inoltre membro del comitato scientifico-tecnico per la scuola cattolica della Conferenza Episcopale Italiana ed è stato membro della Pontificia accademia dell'Immacolata. Dal 2000 collabora con la rivista Il Timone e dall'8 dicembre 2010 con il quotidiano online La Nuova Bussola Quotidiana.
Muore presso la casa di cura "Sacra Famiglia" a Cesano Boscone il 31 dicembre 2021, all'età di 80 anni. Dopo le esequie, celebrate il 5 gennaio 2022 dal cardinale Matteo Maria Zuppi nella basilica di San Francesco di Ferrara e dall'arcivescovo Mario Delpini nella cattedrale di Milano, viene sepolto nella tomba di famiglia nel cimitero di Vignate.

## Premi e riconoscimenti
- Premio internazionale medaglia d'oro al merito della cultura cattolica, 2013

## Controversie
Il 4 luglio 2013 il Resto del Carlino pubblica un'intervista in cui dichiara: "Ho visto scene di sesso tra due ragazzi e un gruppo, evidentemente ubriaco, coinvolto in atteggiamenti orgiastici. Io non ho mai visto un postribolo. Ma l'idea era quella", riferendosi a un gruppo di giovani ferraresi che usualmente si incontrano la sera sul sagrato della cattedrale. La presa di posizione dell'arcivescovo, che minaccia anche di recintare il sagrato della cattedrale, genera critiche da parte del sindaco della città e di alcuni giovani cittadini.
A metà ottobre dello stesso anno fanno discutere le sue dichiarazioni sul caso di Erik Zattoni.
Il 25 novembre 2015 «il Fatto Quotidiano» pubblica un articolo in cui si riferiva un commento negativo di monsignor Negri su papa Francesco. In particolare Negri, durante un viaggio in treno di un mese prima, avrebbe pronunciato alcune parole in merito alla decisione del pontefice di assegnare le arcidiocesi di Bologna e Palermo, rispettivamente a Matteo Zuppi e Corrado Lorefice. Secondo un non meglio identificato «testimone oculare e auricolare», il presule avrebbe affermato: "Speriamo che con Bergoglio la Madonna faccia il miracolo come aveva fatto con l'altro". Dopo il clamore mediatico, pur non smentendo, Negri afferma di non aver mai pronunciato frasi contro il papa e gli chiede un'udienza. In un'intervista a il Resto del Carlino, rispondendo ad una domanda sull'eventuale coincidenza tra queste parole e il suo pensiero, risponde che non sussisteva: "Il miracolo che auspicavo era riferito a quando la Madonna fece deviare il proiettile su Giovanni Paolo II. Ho spesso detto che il papa non si contesta e non si adula, lo si segue".

## Genealogia episcopale
La genealogia episcopale è:
- Cardinale Scipione Rebiba
- Cardinale Giulio Antonio Santori
- Cardinale Girolamo Bernerio, O.P.
- Arcivescovo Galeazzo Sanvitale
- Cardinale Ludovico Ludovisi
- Cardinale Luigi Caetani
- Cardinale Ulderico Carpegna
- Cardinale Paluzzo Paluzzi Altieri degli Albertoni
- Papa Benedetto XIII
- Papa Benedetto XIV
- Papa Clemente XIII
- Cardinale Enrico Benedetto Stuart
- Papa Leone XII
- Cardinale Chiarissimo Falconieri Mellini
- Cardinale Camillo Di Pietro
- Cardinale Mieczysław Halka Ledóchowski
- Cardinale Jan Maurycy Paweł Puzyna de Kosielsko
- Arcivescovo Józef Bilczewski
- Arcivescovo Bolesław Twardowski
- Arcivescovo Eugeniusz Baziak
- Papa Giovanni Paolo II
- Cardinale Carlo Maria Martini, S.I.
- Cardinale Dionigi Tettamanzi
- Arcivescovo Luigi Negri

## Araldica
| Stemma | Blasonatura |
| ------ | --- |
|        | D'azzurro, alla croce diminuita d'oro, accantonata: in capo, da un drago con la testa rivolta, d'oro, trafitto da una lancia con l'asta cimata da un pomo crocettato, il tutto d'argento, e da due rami di palma d'oro, decussati in punta e racchiudenti tre stili da scrittura d'argento posti a ventaglio; in punta, dalla lettera alfa e dalla lettera omega, entrambe d'argento. Lo scudo accollato ad una croce astile gigliata d'oro, gemmata di sette pezzi di rosso, e timbrato da un cappello prelatizio a dieci nappe per lato, il tutto verde. |

## Opere
Luigi Negri è autore di circa 30 volumi e 40 saggi.
Ha pubblicato le seguenti opere:
- Persona e Stato nel pensiero di Hobbes, Jaca Book, 1988
- L'uomo e la cultura nel magistero di Giovanni Paolo II, Jaca Book, 1988
- L'antropologia di Romano Guardini, Jaca Book, 1989
- Fede e Ragione in Tommaso Campanella, Massimo, 1990
- Il Magistero sociale della Chiesa, Jaca Book, 1994
- False accuse alla Chiesa, Piemme, 1997
- Cristo destino dell'uomo, Piemme, 1998
- Essere prete oggi, Piemme, 1999
- Controstoria. Una rilettura di mille anni di vita della Chiesa, San Paolo, 2000
- Nell'anno della Trinità, Piemme, 2000
- Il Mistero si fa Presenza. Meditazioni sui tempi liturgici, Ancora, 2000
- Cristianesimo e Senso Religioso, Massimo, 2001
- Ripensare la modernità, Cantagalli, 2003
- Vivere il Cristianesimo, Gribaudi, 2004
- L'insegnamento di Giovanni Paolo II, Jaca Book, 2005
- Pio IX. Attualità & Profezia, Ares, 2006
- Vivere il Matrimonio, Ares, 2006
- Per un umanesimo del terzo millennio. Il magistero sociale della Chiesa, Ares, 2007
- Lo stupore di una vita che si rinnova. Spunti di riflessione sull'esperienza cristiana, Cantagalli, 2008
- Emergenza educativa. Che fare?, Fede & Cultura, 2008
- Con Galileo oltre Galileo, Sugarco (con Franco Tornaghi), 2009
- Perché la Chiesa ha ragione. Su vita, famiglia, educazione, Aids, demografia, sviluppo, Lindau (con Riccardo Cascioli), 2010
- Parole di fede ai giovani, Fede & Cultura, 2010
- Fede e cultura. Scritti scelti, Jaca Book, 2011
- Risorgimento e identità italiana: una questione ancora aperta, Cantagalli, 2011
- Vivere il matrimonio. Percorso di verifica per fidanzati & sposi, Ares, 2012
- I Promessi Sposi nostri contemporanei, Mimep-Docete, 2014
- Il cammino della Chiesa. Fondamenti, storia & problemi, Ares, 2015
- False accuse alla Chiesa (nuova Edizione), Gribaudi, 2016

## Onorificenze
- Cittadinanza onoraria conferita dal Comune di Pennabilli il 16 giugno 2012.